# Ryōtarō Shiba
Ryōtarō Shiba (司馬 遼太郎 Shiba Ryōtarō?) (n. Teiichi Fukuda, 7 august 1923, Osaka, Japonia, d. 12 februarie 1996, Osaka, Japonia) a fost un scriitor japonez.
Până în 2005 romanele sale se vânduseră în cca 180 milioane de exemplare, multe dintre ele fiind filmatizate.

## Romane
- Fukuro no Shiro 梟の城 (1959)
- Kamigata Bushido 上方武士道 (1960)
- Kaze no Bushi 風の武士 (1961)
- Senun no yume 戦雲の夢 (1961)
- Fujin no mon 風神の門 (1962))
- Ryoma ga Yuku 竜馬がゆく (1963–66)
- Moeyo Ken ("") 燃えよ剣 (1964)
- Shirikurae Magoichi 尻啖え孫市 (1964)
- Komyo ga tsuji 功名が辻 (1965)
- Shiro wo toru hanashi 城をとる話 (1965)
- Kunitori monogatari 国盗り物語 (1965)
- Hokuto no hito 北斗の人 (1966)
- Niwaka Naniwa yukyoden 俄 浪華遊侠伝 (1966)
- Sekigahara 関ヶ原  (1966)
- Jūichibanme no shishi 十一番目の志士 (1967)
- Saigo no Shōgun 最後の将軍 (1967)
- Junshi 殉死 (1967)
- Natsukusa no fu 夏草の賦 (1968)
- Shinshi taikoki 新史太閤記 (1968)
- Yoshitsune 義経 (1968)
- Touge 峠 (1968)
- Musashi 武蔵 (1968)
- Saka no ue no kumo 坂の上の雲 (1969)
- Yōkai 妖怪 (1969)
- Daitōzenshi 大盗禅師 (1969)
- Saigetsu 歳月 (1969)
- Yoni sumu hibi 世に棲む日日 (1971)
- Jousai 城塞 (1971–72)
- Kashin 花神 (1972)
- Haō no ie 覇王の家 (1973)
- Harimanada monogatari 播磨灘物語 (1975)
- Tobu ga gotoku 翔ぶが如く (1975–76)
- Kūkai no fukei 空海の風景 (1975)
- Kochō no yume 胡蝶の夢 (1979)
- Kouu to Ryūhō 項羽と劉邦 (1980)
- Hitobito no ashioto ひとびとの跫音 (1981)
- Nanohana no oki 菜の花の沖 (1982)
- Hakone no saka 箱根の坂 (1984)
- Dattan shippuroku 韃靼疾風録 (1987)

## Premii și distincții (selecție)
- 1956 - Premiul Kodan Kurabu
- 1960 - Premiul Naoki
- 1966 - Premiul Kikuchi
- 1967 - Premiul de artă Osaka, Premiul de artă Asahi
- 1968 - Premiul Cititorilor Bungeishunju
- 1970 - Premiul Yoshikawa Eiji
- 1976 - Premiul Academiei de Artă a Japoniei
- 1981 - Premiul literar Yomiuri
- 1982 - Premiul Asahi
- 1984 - Marele Premiu Literar al Japoniei
- 1985 - Premiul NHK
- 1986 - Premiul literar Yomiuri
- 1988 - Premiul Meiji Mura, Premiul Osaragi Jiro
- 1991 - numire ca „Persoană cu Merite Culturale Deosebite”
- 1993 - Ordinul Meritul Cultural
- 1996 - Cetățean de onoare al municipiului Osaka (postmortem), Premiul Ihara Saikaku
- în orașul Higashi-Osaka există un muzeu memorial „Ryōtarō Shiba”